# Гунцвиль
Гунцвиль (нем. Gunzwil) — деревня и бывшая коммуна в Швейцарии, в кантоне Люцерн.
До 2008 года имела статус отдельной коммуны. 1 января 2009 года вошла в состав коммуны Беромюнстер.
Входит в состав избирательного округа Зурзе (до 2012 года входила в состав управленческого округа Зурзе).
Население составляет 1872 человека (на 31 декабря 2006 года). Официальный код — 1087.